# 彭克明
彭克明（1905年—1990年），男，直隶（今河北）晋县人，中国农业化学家、植物营养与肥料学家、教育家，曾任第三届全国人大代表，第五、六届全国政协委员。